# Antagonista dei recettori H1
Un antagonista dei recettori H1 (o H1 antagonista), più comunemente definito antistaminico, è un farmaco che antagonizza l'attività dell'istamina a livello dei recettori H1. Legandosi al recettore in qualità di antagonista, blocca gli effetti mediati dall'istamina.
Attualmente la tipologia degli antagonisti dei recettori H1 comprende diverse classi che fanno riferimento alle diverse forme strutturali, suddivise in tre diverse generazioni.

## Usi
Gli antistaminici vengono impiegati per diminuire i sintomi causati dal rilascio di istamina. Vengono perciò usati, sia per via topica sia sistemica, per la cura della rinite allergica, congiuntivite allergica, condizioni dermatologiche allergiche come la dermatite da contatto, orticaria, angioedema e prurito.

## Effetti avversi
Gli effetti avversi si riscontrano con più frequenza con gli antistaminici di I generazione, e tali effetti avversi sono in larga parte dovuti alla loro relativa mancanza di selettività per il recettore H1 agendo anche sui recettori dell'acetilcolina in qualità di antagonisti muscarinici.
L'effetto avverso più comune è la sedazione e la sonnolenza, a cui si possono anche aggiungere vertigini, tinnito, visione offuscata, euforia, incoordinazione motoria, ansia, insonnia, tremori, nausea e vomito, costipazione, diarrea, xerostomia, e tosse secca. Rari effetti collaterali includono ritenzione urinaria, palpitazioni, ipotensione, cefalea, allucinazioni e psicosi.

## Prima generazione
La prima generazione di antistaminici, definiti gli antistaminici classici, sono la classe di farmaci antistaminici più vecchi, con attività non selettiva. Questa classe di farmaci infatti sono efficaci nel sollievo dei sintomi allergici, ma presentano anche attività antimuscarinica, da moderata ad alta, poiché bloccano i recettori dell'acetilcolina. Questi farmaci inoltre hanno in genere un'azione sui recettori α-adrenergici e/o sui recettori 5-HT. Questa mancanza di selettività recettoriale è la base del profilo di una bassa tollerabilità di alcuni antistaminici di prima generazione, soprattutto in confronto con la seconda generazione di antistaminici. Risposta del paziente e la comparsa di reazioni avverse al farmaco varia comunque notevolmente tra le classi e tra i farmaci all'interno delle diverse classi.

### Classi
| Classe                    | Descrizione | Esempi                                                                                        |
| Etilendiamine             | Etilendiamine sono state il primo gruppo di antistaminici H1 a essere sviluppati | - Mepiramina - Antazolina - Mebidrolina                                                       |
| Etanolamine               | La Difenidramina è stato il prototipo di questo gruppo. In questo gruppo si riscontrano significativi effetti anticolinergici, sedazione, mentre l'incidenza di effetti gastrointestinali è più ridotta                                                 | - Difenidramina - Carbinoxamina - Doxilamina - Clemastina - Dimenidrinato                     |
| Alchilamine               | Le alchilammine presentano minori effetti sedativi e gastrointestinali, ma una significativa alta incidenza di effetti sul SNC | - Feniramina - Clorfenamina - Dexclorfeniramina - Bromfeniramina - Triprolidina - Dimetindene |
| Piperazine                | Queste molecole sono strutturalmente correlate con la classe delle etilendiammine e con le etanolamine, e producono significativi effetti avversi di natura anticolinergica. Tali farmaci vengono usati per combattere le vertigini, nausea e il vomito | - Ciclizina - Clorciclizina - Idroxizina - Meclizina                                          |
| Triciclici e Tetraciclici | Strutturalmente correlati con gli antidepressivi triciclici | - Prometazina - Alimemazina - Ciproeptadina - Azatadina - Ketotifene                          |

## Seconda generazione
La seconda generazione di antagonisti del recettore H1 sono caratterizzati da una selettività maggiore verso i recettori H1, rispetto alla prima generazione, e minori effetti sedativi. I farmaci appartenenti a questa generazione sono più selettivi per i recettori H1 periferici rispetto ai recettori istaminergici e colinergici a livello del SNC. Questa selettività riduce la presenza di effetti avversi quali la sedazione.
Farmaci a uso sistemico:
- Astemizolo
- Ketotifene
- Cetirizina
- Loratadina
- Rupatadina
- Mizolastina
- Acrivastina
- Ebastina
- Bilastina
- Bepotastina
- Terfenadina
- Quifenadina
- Desloratadina
- Fexofenadina

Farmaci a uso topico:
- Azelastina
- Levocabastina
- Olopatadina

## Terza generazione
La terza generazione di antagonisti dei recettori H1 corrisponde agli enantiomeri (levocetirizina) o ai metaboliti attivi di alcuni farmaci di seconda generazione (desloratadina mizolastina e fexofenadina).